# Daniel Klajner
Daniel Klajner, né le 26 décembre 1963 à Bülach en Suisse, est un chef d'orchestre suisse.

## Biographie
Daniel Klajner étudie la direction d’orchestre et la composition à Vienne. Il complète sa formation musicale auprès de Gary Bertini (à Salzbourg), Moshe Atzmon (à Assise) et Leonard Bernstein (Tanglewood et Tel-Aviv) . Il est assistant de ce dernier au Staatsoper de Vienne et de Claudio Abbado à la Philharmonie de Berlin ainsi qu’au festival de Salzbourg.
Daniel Klajner est lauréat de plusieurs concours internationaux (concours Min-On de Tokyo, Masterplayer de Lugano, concours de l’Orchestre de Chambre de Vienne et concours Jecklin de Zurich).
Il commence sa carrière en tant que premier Kapellmeister à Bienne (Suisse) avant d’être nommé, à 26 ans, Generalmusikdirektor à Stralsund en Poméranie Occidentale puis, de 1996 à 1998, il occupe le même poste à Hof (Bavière) et, de 2000 à 2005 à Wurtzbourg (Bavière) où il est également directeur artistique du festival Mozart. Parallèlement, il poursuit une internationale : chef invité permanent à Dortmund et à l’opéra de Berne, il dirige également l’Orchestre de chambre de Stuttgart lors d’une tournée en Espagne, l’Orchestre de chambre de Vienne lors d’une tournée en Autriche et se produit régulièrement au Japon et aux États-Unis. Il fait ses débuts à l’Opéra de Paris en 2002 avec Freispruch für Medea de Rolf Liebermann, à la Scala de Milan en 2004 (Der fliegende Holländer) et au festival de Glyndebourne en 2005.
En concert, il a dirigé, entre autres, l’Orchestre de Paris, l’Orchestre de la Suisse romande, l’Orchestre national du Capitole de Toulouse, l’Orchestre national Bordeaux Aquitaine, la Nordwestdeutschen Philharmonie, l’Orchestre philharmonique de Tokyo, l’Orchestre de la Tonhalle de Zurich, l’Orchestre symphonique de la Radiodiffusion bavaroise, l’Orchestre des Pays de la Loire, ou encore l’Orchestre philharmonique de Marseille.
En fosse, il a dirigé à Paris (Der fliegende Holländer, La Bohème), à Marseille (Le Château de Barbe-Bleue, Turandot), à Toulouse (Don Giovanni), à la Komische Oper Berlin (Madame Butterly), à la Deutsche Oper Berlin (Der fliegende Holländer, Die Zauberflöte, Tannhäuser), à Düsseldorf (Rigoletto), à Nancy (Die tote Stadt), à Innsbruck (Don Carlo), à Berne (Troades de Reimann, Freispruch für Medea de Liebermann, Cendrillon), à Darmstadt (Parsifal).
À l’Opéra national du Rhin, dont l'Orchestre symphonique de Mulhouse assure la moitié des représentations, il a dirigé la création française de l’opéra de Thomas Adès, The Tempest, Le Rossignol et Œdipus Rex, Elektra, Frühlings Erwachen, Richard III, Ariadne auf Naxos, les ballets Roméo et Juliette et La Sylphide.
De 2005 à 2011, il a été directeur musical et artistique de l’Orchestre symphonique de Mulhouse et depuis la saison 2010-2011 il est le premier chef invité de l’Orchestre symphonique de Hof (Hofer Symphoniker).
Il enseigne la direction d’orchestre au Conservatoire supérieur de Vienne en tant que professeur invité depuis 2002.

## Discographie
Avec l’Orchestre symphonique de Mulhouse, il a enregistré deux disques : l’un consacré au répertoire lyrique français et italien avec Maria-Riccarda Wesseling, l’autre en hommage à Norbert Glanzberg.

### Sources
1. ↑  Opéra de Wurtzbourg
2. ↑  Biographie saison 2007-08 Philharmonie Südwestphalen
3. ↑  Biographie officielle sur le site de Boris Orlob Management.
4. ↑  Biographie Orchestre symphonique de Mulhouse.